# خولي بن يزيد الأصبحي
خولي بن يزيد الأصبحي هو أحد قادة جيش عمر بن سعد بن أبي وقاص في معركة كربلاء وكان له دور كبير فيها، حيث قام بقتل عثمان بن علي بن أبي طالب حيث رماه بسهم فقتله، وكان مسؤول عن إحضار رأس الإمام الحسين بن علي من كربلاء إلى الكوفة وأعطاه لعبيد الله بن زياد، قتله عبد الله بن كامل الشاكري ورجال المختار الثقفي بالقرب من بيته عن طريق قطع رأسه ومن ثم إحراق جثته قرب منزله حتى تحولت إلى رماد وكان ذلك في سنة 66 هـ.